# Leucas
Genre
Classification phylogénétique
Leucas est un genre de plantes à fleurs de la famille des Lamiaceae. Il a été décrit par Robert Brown en 1810 dans Prodromus Florae Novae Hollandiae. L'espèce type est Leucas flaccida.

## Liste d'espèces
Selon Catalogue of Life (22 août 2015) :
- Leucas abyssinica (Benth.) Briq.
- Leucas aequistylosa Sebald
- Leucas aggerestris (Wild) Sebald
- Leucas alba (Forssk.) Sebald
- Leucas alluaudii Sacteux
- Leucas anandaraoana Umam.Rao & P.Daniel
- Leucas angularis Benth.
- Leucas angustissima Sedgw.
- Leucas argentea Gürke
- Leucas aspera (Willd.) Link
- Leucas bakeri Hiern
- Leucas beddomei (Hook.f.) Sunojk. & P.Mathew
- Leucas biflora (Vahl) Sm.
- Leucas bracteosa Gürke
- Leucas calostachys Oliv.
- Leucas capensis (Benth.) Engl.
- Leucas cephalantha Baker
- Leucas cephalotes (Roth) Spreng.
- Leucas chinensis (Retz.) Sm.
- Leucas ciliata Benth.
- Leucas clarkei Hook.f.
- Leucas collettii Prain
- Leucas cuneifolia Baker
- Leucas decemdentata (Willd.) Sm.
- Leucas deflexa Hook.f.
- Leucas densiflora Vatke
- Leucas deodikarii Billmore & Hemadri
- Leucas dhofarensis Hedge & Sebald
- Leucas diffusa Benth.
- Leucas discolor Sebald
- Leucas ebracteata Peyr.
- Leucas ellipticifolia (Sebald) Bramley
- Leucas eriostoma Hook.f.
- Leucas flagellifera (Balf.f.) Gürke
- Leucas fulvipila Bramley
- Leucas glabrata (Vahl) Sm.
- Leucas grandis Vatke
- Leucas hagghierensis Al-Gifri & Cortés-Burns
- Leucas helferi Hook.f.
- Leucas helianthemifolia Desf.
- Leucas helicterifolia Haines
- Leucas hephaestis (Wild) Sebald
- Leucas hirta (B.Heyne ex Roth) Spreng.
- Leucas hirundinaris Sebald
- Leucas hyssopifolia Benth.
- Leucas inflata Benth.
- Leucas jamesii Baker
- Leucas kishenensis (Radcl.-Sm.) Sebald
- Leucas lamiifolia Desf.
- Leucas lanata Benth.
- Leucas lanceifolia Desf.
- Leucas lavandulifolia Sm.
- Leucas longifolia Benth.
- Leucas macrantha Blatt. & Hallb.
- Leucas manipurensis N.P.Singh
- Leucas marrubioides Desf.
- Leucas martinicensis (Jacq.) R.Br.
- Leucas masaiensis Oliv.
- Leucas mathewiana Sunojk.
- Leucas menthifolia Baker
- Leucas milanjiana Gürke
- Leucas minimifolia Chiov.
- Leucas minutiflora Bramley
- Leucas montana (Roth) Spreng.
- Leucas mukerjiana Subba Rao & Kumari
- Leucas mwingensis Sebald
- Leucas nepetifolia Benth.
- Leucas neufliseana Courbon
- Leucas nubica Benth.
- Leucas nutans (Roth) Spreng.
- Leucas nyassae Gürke
- Leucas oligocephala Hook.f.
- Leucas ovata Benth.
- Leucas pearsonii Sebald
- Leucas pechuelii (Kuntze) Baker
- Leucas penduliflora Al-Gifri & Cortés-Burns
- Leucas pilosa Benth.
- Leucas prostrata (Hook.f.) Gamble
- Leucas pseudoglabrata Bramley
- Leucas pubescens Benth.
- Leucas rosmarinifolia Benth.
- Leucas royleoides (Benth.) Gürke
- Leucas ruspoliana Gürke
- Leucas samhaensis Cortés-Burns & A.G.Mill.
- Leucas sebaldiana Sunojk.
- Leucas sexdentata Skan
- Leucas sivadasaniana Sunojk.
- Leucas somalensis Vatke
- Leucas songeana Sebald
- Leucas spiculifolia (Balf.f.) Gürke
- Leucas stachydiformis (Benth.) Hochst. ex Briq.
- Leucas stelligera Wall. ex Benth.
- Leucas stormsii Gürke
- Leucas stricta Benth.
- Leucas subarcuata Sebald
- Leucas suffruticosa Benth.
- Leucas teres Benth.
- Leucas tettensis Vatke
- Leucas tomentosa Gürke
- Leucas tsavoensis Sebald
- Leucas urticifolia (Vahl) Sm.
- Leucas urundensis Robyns & Lebrun
- Leucas usagarensis Gürke
- Leucas vestita Benth.
- Leucas virgata Balf.f.
- Leucas volkensii Gürke
- Leucas welwitschii Gürke
- Leucas wightiana Wall. ex Benth.
- Leucas wilsonii Sebald
- Leucas zeylanica (L.) W.T.Aiton

Selon ITIS (22 août 2015) :
- Leucas martinicensis (Jacq.) W.T. Aiton

Selon NCBI (22 août 2015) :
- Leucas abyssinica
  - variété Leucas abyssinica var. argyrophylla
  - variété Leucas abyssinica var. brachycalyx
  - variété Leucas abyssinica var. sidamoensis
- Leucas aequistylosa
- Leucas argentea
- Leucas aspera
- Leucas biflora
- Leucas bracteosa
- Leucas calostachys
- Leucas capensis
- Leucas cephalotes
- Leucas ciliata
- Leucas cuneifolia
- Leucas decemdentata
  - variété Leucas decemdentata var. decemdentata
- Leucas deflexa
  - variété Leucas deflexa var. deflexa
- Leucas densiflora
- Leucas discolor
- Leucas flagellifera
- Leucas glabrata
  - variété Leucas glabrata var. glabrata
- Leucas grandis
- Leucas inflata
- Leucas jamesii
- Leucas kishenensis
- Leucas lanata
- Leucas lavandulifolia
- Leucas martinicensis
- Leucas masaiensis
- Leucas milanjiana
- Leucas minimifolia
- Leucas mwingensis
- Leucas neufliseana
- Leucas nubica
- Leucas oligocephala
- Leucas sexdentata
- Leucas spiculifolia
- Leucas stachydiformis
- Leucas urticifolia
  - variété Leucas urticifolia var. urticifolia
- Leucas usagarensis
- Leucas virgata
- Leucas volkensii
  - variété Leucas volkensii var. parviflora
- Leucas zeylanica

Selon The Plant List (22 août 2015) :
- Leucas abyssinica (Benth.) Briq.
- Leucas aequistylosa Sebald
- Leucas aggerestris (Wild) Sebald
- Leucas alba (Forssk.) Sebald
- Leucas alluaudii Sacteux
- Leucas anandaraoana Umam.Rao & P.Daniel
- Leucas angularis Benth.
- Leucas angustissima Sedgw.
- Leucas argentea Gürke
- Leucas aspera (Willd.) Link
- Leucas bakeri Hiern
- Leucas beddomei (Hook.f.) Sunojk. & P.Mathew
- Leucas biflora (Vahl) Sm.
- Leucas bracteosa Gürke
- Leucas calostachys Oliv.
- Leucas capensis (Benth.) Engl.
- Leucas cephalantha Baker
- Leucas cephalotes (Roth) Spreng.
- Leucas chinensis (Retz.) Sm.
- Leucas ciliata Benth.
- Leucas clarkei Hook.f.
- Leucas collettii Prain
- Leucas cuneifolia Baker
- Leucas decemdentata (Willd.) Sm.
- Leucas deflexa Hook.f.
- Leucas densiflora Vatke
- Leucas deodikarii Billmore & Hemadri
- Leucas dhofarensis Hedge & Sebald
- Leucas diffusa Benth.
- Leucas discolor Sebald
- Leucas ebracteata Peyr.
- Leucas ellipticifolia (Sebald) Bramley
- Leucas eriostoma Hook.f.
- Leucas flagellifera (Balf.f.) Gürke
- Leucas fulvipila Bramley
- Leucas glabrata (Vahl) Sm.
- Leucas grandis Vatke
- Leucas hagghierensis Al-Gifri & Cortés-Burns
- Leucas helferi Hook.f.
- Leucas helianthemifolia Desf.
- Leucas helicterifolia Haines
- Leucas hephaestis (Wild) Sebald
- Leucas hirta (B.Heyne ex Roth) Spreng.
- Leucas hirundinaris Sebald
- Leucas hyssopifolia Benth.
- Leucas inflata Benth.
- Leucas jamesii Baker
- Leucas kishenensis (Radcl.-Sm.) Sebald
- Leucas lamiifolia Desf.
- Leucas lanata Benth.
- Leucas lanceifolia Desf.
- Leucas lavandulifolia Sm.
- Leucas longifolia Benth.
- Leucas macrantha Blatt. & Hallb.
- Leucas manipurensis N.P.Singh
- Leucas marrubioides Desf.
- Leucas martinicensis (Jacq.) R.Br.
- Leucas masaiensis Oliv.
- Leucas mathewiana Sunojk.
- Leucas menthifolia Baker
- Leucas milanjiana Gürke
- Leucas minimifolia Chiov.
- Leucas minutiflora Bramley
- Leucas montana (Roth) Spreng.
- Leucas mukerjiana Subba Rao & Kumari
- Leucas mwingensis Sebald
- Leucas nepetifolia Benth.
- Leucas neufliseana Courbai
- Leucas neuflizeana Courbon
- Leucas nubica Benth.
- Leucas nutans (Roth) Spreng.
- Leucas nyassae Gürke
- Leucas oligocephala Hook.f.
- Leucas ovata Benth.
- Leucas pearsonii Sebald
- Leucas pechuelii (Kuntze) Baker
- Leucas penduliflora Al-Gifri & Cortés-Burns
- Leucas pilosa Benth.
- Leucas prostrata (Hook.f.) Gamble
- Leucas pseudoglabrata Bramley
- Leucas pubescens Benth.
- Leucas rosmarinifolia Benth.
- Leucas royleoides (Benth.) Gürke
- Leucas ruspoliana Gürke
- Leucas samhaensis Cortés-Burns & A.G.Mill.
- Leucas sebaldiana Sunojk.
- Leucas sexdentata Skan
- Leucas sivadasaniana Sunojk.
- Leucas somalensis Vatke
- Leucas songeana Sebald
- Leucas spiculifolia (Balf.f.) Gürke
- Leucas stachydiformis (Benth.) Hochst. ex Briq.
- Leucas stelligera Wall. ex Benth.
- Leucas stormsii Gürke
- Leucas stricta Benth.
- Leucas subarcuata Sebald
- Leucas suffruticosa Benth.
- Leucas teres Benth.
- Leucas tettensis Vatke
- Leucas tomentosa Gürke
- Leucas tsavoensis Sebald
- Leucas urticifolia (Vahl) Sm.
- Leucas urundensis Robyns & Lebrun
- Leucas usagarensis Gürke
- Leucas vestita Benth.
- Leucas virgata Balf.f.
- Leucas volkensii Gürke
- Leucas welwitschii Gürke
- Leucas wightiana Wall. ex Benth.
- Leucas wilsonii Sebald
- Leucas zeylanica (L.) W.T.Aiton

Selon Tropicos (22 août 2015) (Attention liste brute contenant possiblement des synonymes) :
- Leucas abyssinica (Benth.) Briq.
- Leucas acanthocalycina Sebald
- Leucas acloquei H. Lév.
- Leucas aequistylosa Sebald
- Leucas aggerestris (Wild) Sebald
- Leucas alba (Forssk.) Sebald
- Leucas alluaudii Sacl.
- Leucas altissima Engl.
- Leucas anandaraoana Umam. Rao & P. Daniel
- Leucas angularis Benth.
- Leucas angustifolia Wall. ex Benth.
- Leucas angustissima Sedgw.
- Leucas argentea Gürke
- Leucas argyrophylla (Vatke) Briq.
- Leucas aspera (Willd.) Link
- Leucas bakeri Hiern
- Leucas bancana Miq.
- Leucas barbeyana H. Lév.
- Leucas beddomei (Hook. f.) Sunojk. & P. Mathew
- Leucas benthamiana Hook. & Arn.
- Leucas biflora (Vahl) R. Br. ex Sm.
- Leucas biglomerulata Lebrun & Touss.
- Leucas bowalensis A. Chev.
- Leucas bracteosa Gürke
- Leucas brownii Briq.
- Leucas bukobensis Gürke
- Leucas calostachys Oliv.
- Leucas candicans W. Theob.
- Leucas capensis Engl.
- Leucas capitata Desf.
- Leucas carsonii Baker
- Leucas cephalantha Baker
- Leucas cephalotes (Roth) Spreng.
- Leucas chiatelliniana Chiov.
- Leucas chinensis (Retz.) R. Br.
- Leucas ciliata Benth.
- Leucas clarkei Hook. f.
- Leucas coleae Baker
- Leucas collettii Prain
- Leucas collina Dalzell
- Leucas concinna Baker
- Leucas cuneifolia Baker
- Leucas decemdentata (Willd.) Sm.
- Leucas decurva Benth.
- Leucas decurvata Baker ex Hiern
- Leucas deflexa Hook. f.
- Leucas densiflora Vatke
- Leucas deodikarii Billmore & Hemadri
- Leucas descampsii Briq.
- Leucas dhofarensis Hedge & Sebald
- Leucas diffusa Benth.
- Leucas dimidiata (Roth) Spreng.
- Leucas dinteri Briq.
- Leucas discolor Sebald
- Leucas ebracteata Wawra
- Leucas eenii Hiern
- Leucas elliotii Baker
- Leucas engleri Gürke
- Leucas eriostoma Hook. f.
- Leucas fasciculata Baker
- Leucas flaccida R. Br.
- Leucas flagellifera (Balf. f.) Gürke
- Leucas fleckii Gürke
- Leucas franchetiana Gürke
- Leucas fulva Robyns & Lebrun
- Leucas fulvipila Bramley
- Leucas galeopsidea Hochst. ex Benth.
- Leucas glaberrima Jaub. & Spach
- Leucas glabrata (Vahl) Sm.
- Leucas globulifera Hassk.
- Leucas grandis Vatke
- Leucas hagghierensis Al-Gifri & Cortes-Burns
- Leucas hamatula Arn.
- Leucas hamiltoniana Benth.
- Leucas helferi Hook. f.
- Leucas helianthamifolia Desf.
- Leucas helianthemifolia Benth.
- Leucas helicterifolia Haines
- Leucas hephaestis (Wild) Sebald
- Leucas hirta Spreng.
- Leucas hirundinaris Sebald
- Leucas holstii Gürke
- Leucas homblei De Wild.
- Leucas hyssopifolia Benth.
- Leucas indica (L.) R. Br. ex Sm.
- Leucas inflata Benth.
- Leucas jamesii Baker
- Leucas javanica (Blume) Benth.
- Leucas junodii Briq.
- Leucas kassneri De Wild.
- Leucas kishenensis (Radcl.-Sm.) Sebald
- Leucas kondowensis Baker
- Leucas laenceaefolia Desf.
- Leucas lamifolia Desf.
- Leucas lamiifolia Zipp. ex Span.
- Leucas lamioides Baker
- Leucas lanata Baker
- Leucas lanceaefolia Desf.
- Leucas lancefolia Desf.
- Leucas lavandulaefolia Rees
- Leucas lavandulifolia Sm.
- Leucas lepistoma Wight ex Hook. f.
- Leucas leucocephala Miq.
- Leucas leucotricha Baker
- Leucas linifolia (Roth) Spreng.
- Leucas longifolia Benth.
- Leucas mackinderi S. Moore
- Leucas macrantha Blatt. & Hallb.
- Leucas macrophylla Vatke
- Leucas malabarica (J.König ex Rottb.) W. Theob.
- Leucas malayana Hance
- Leucas manipurensis N.P.Singh
- Leucas marrubioides Desf.
- Leucas martinicensis (Jacq.) R. Br.
- Leucas masaiensis Oliv.
- Leucas masukuensis Baker
- Leucas mathewiana Sunojk.
- Leucas megasphaera Baker
- Leucas melissifolia Benth.
- Leucas menthifolia Baker
- Leucas micrantha Gürke
- Leucas microphylla Vatke
- Leucas microscypha Baker
- Leucas milanjiana Gürke
- Leucas mildbraedii Perkins
- Leucas minimifolia Chiov.
- Leucas mogadoxensis Chiov.
- Leucas mollis Baker
- Leucas mollissima Wall. ex Benth.
- Leucas moluccoides Sm.
- Leucas montana Spreng.
- Leucas mukerjiana Subba Rao & Kumari
- Leucas mwingensis Sebald
- Leucas myriantha Baker
- Leucas nakurensis Gürke
- Leucas natalensis Sond.
- Leucas nepetifolia Benth.
- Leucas nepetoides Baker
- Leucas neufliseana Courbai
- Leucas neuflizeana Courbon
- Leucas neumannii Gürke
- Leucas newtonii Briq.
- Leucas nubica Benth.
- Leucas nutans (Roth) Spreng.
- Leucas nyassae Gürke
- Leucas obliqua Buch.-Ham. ex Dillwyn
- Leucas ogadensis Gürke
- Leucas oligocephala Hook. f.
- Leucas orbicularis Gürke
- Leucas ovata Benth.
- Leucas oxyodon Miq.
- Leucas parviflora Benth.
- Leucas paucicrenata Vatke
- Leucas paucijuga Baker
- Leucas pearsonii Sebald
- Leucas pechuelii (Kuntze) Baker
- Leucas penduliflora Al-Gifri & Cortes-Burns
- Leucas pilosa Benth.
- Leucas plukenetii (Roth) Spreng.
- Leucas pododiskos Bullock
- Leucas poggeana Briq.
- Leucas pratensis Vatke
- Leucas princei (Sebald) Bramley
- Leucas procumbens Desf.
- Leucas prostrata Gamble
- Leucas pubescens Benth.
- Leucas pycnanthela (Baker) Gilli
- Leucas randii S. Moore
- Leucas ringoetii De Wild.
- Leucas riukiuensis Ohwi
- Leucas rosmarinifolia Benth.
- Leucas royleoides (Benth.) Gürke
- Leucas ruspoliana Gürke
- Leucas samhaensis Cortes-Burns & A.G. Mill.
- Leucas schimperi C. Presl
- Leucas schliebenii Sebald
- Leucas schweinfurthii Gürke
- Leucas sebaldiana Sunojk.
- Leucas sennii Lanza & Mattei
- Leucas sericea Elmer
- Leucas sexdentata Skan
- Leucas shirensis Baker
- Leucas sivadasaniana Sunojk.
- Leucas somaliensis Vatke
- Leucas songeana Sebald
- Leucas spicigera Lebrun & Touss.
- Leucas spiculifolia (Balf. f.) Gürke
- Leucas stachydiformis (Benth.) Hochst. ex Briq.
- Leucas stachyoides Spreng.
- Leucas stelligera Wall. ex Benth.
- Leucas stenophylla Gürke
- Leucas stormsii Gürke
- Leucas stricta Baker
- Leucas strigosa Benth.
- Leucas subarcuata Sebald
- Leucas suffruticosa Benth.
- Leucas takaoensis Hayata
- Leucas teres Benth.
- Leucas ternifolia Desf.
- Leucas tettensis Vatke
- Leucas thymoides Baker
- Leucas tomentosa Gürke
- Leucas trachyphylla Jaub. & Spach
- Leucas tricrenata Bullock
- Leucas tsavoensis Sebald
- Leucas urticifolia (Vahl) R. Br.
- Leucas urundensis Robyns & Lebrun
- Leucas usagarensis Gürke
- Leucas velutina C.H. Wright
- Leucas venulosa Baker
- Leucas vestita Benth.
- Leucas villosa Gürke
- Leucas virgata Balf. f.
- Leucas volkensii Gürke
- Leucas walkeri Benth.
- Leucas welwitschii Gürke
- Leucas whytei Baker
- Leucas wightiana Benth.
- Leucas wilsonii Sebald
- Leucas zeylanica (L.) R. Br.